# Więzienny rock
Więzienny rock – amerykański film z 1957 roku w reżyserii Richarda Thorphe'a. Główne role zagrali: Elvis Presley, Judy Tyler oraz Mickey Shaughnessy. Był to trzeci film w karierze aktorskiej Presleya (trzeci czarno-biały). Jest to jeden z najsłynniejszych filmów z Elvisem Presleyem w roli głównej.

## Fabuła
Vince Everett (Elvis Presley) trafia do więzienia za przypadkowe zabójstwo. W więzieniu spotyka piosenkarza country, który uczy go grać na gitarze. Vince'owi gra idzie nadspodziewanie dobrze, przez co postanawia zostać muzykiem. Po wyjściu próbuje rozkręcić biznes muzyczny wraz z Peggy Van Alden (Judy Tyler)...

## Obsada
- Elvis Presley jako Vince Everett
- Judy Tyler jako Peggy van Alden
- Mickey Shaughnessy jako Hunk Houghton
- Vaughn Taylor jako pan Shores
- Jennifer Holden jako Sherry Wilson
- Dean Jones jako Teddy Talbot
- Anne Neyland jako Laury Jackson
- Gloria Pall - striptizerka (niewymieniona w czołówce)
- Grandon Rhodes jako prof. August van Alden (niewymieniony w czołówce)
- Robin Raymond jako Dotty (niewymieniony w czołówce)
- Dorothy Abbott - kobieta w restauracji (niewymieniona w czołówce)

i inni.